# 鳳谷五郎

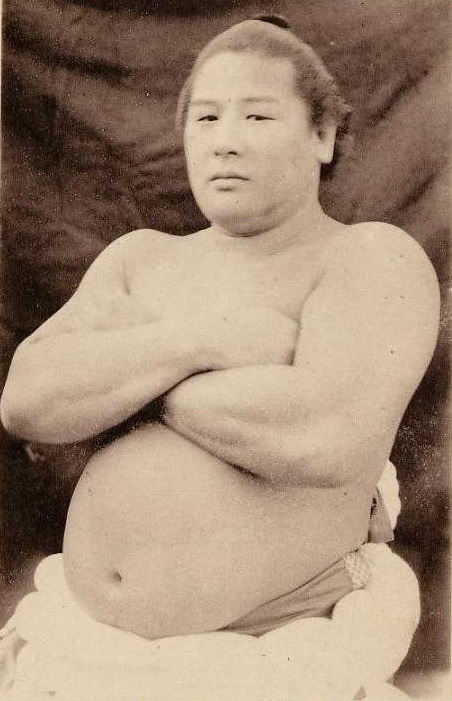

鳳谷五郎（日语：／ Ōtori Tanigorō，1887年4月3日—1956年11月16日），本名瀧田明，日本千葉縣印旛郡大森村出身的大相撲力士，第24代横綱。現役引退後出任年寄指導後進。身高174cm，重113公斤。

## 來歷
他屬於宮城野部屋，於1903年5月初次比賽，於1909年1月升為幕內選手。並於1913年1月初場所昇為大關，他在該比賽中得到7次勝利，他在1915年1月獲得的第二次冠軍，他以十連勝奪冠，被升為橫綱。
然而，升為橫綱後他沒有贏得任何優勝。他以各種各樣的技術而聞名，於1920年5月退休。在幕內級別，他贏了108場比賽，輸了49場，勝率68.8%。
他退休後在宮城野部屋出任總教練直到去世，他堅持認為繼任者必須是一個橫綱，所以它變得不活躍了一段時間。最終橫綱吉葉山在1960年恢復了部屋，並恢復宮城野一名。
2006年11月11日，在家鄉印旛郡建立了他的紀念碑。